# Arthur Vincent

a Compétitions nationales et continentales officielles uniquement.

b Matchs officiels uniquement.
Dernière mise à jour le 15 juillet 2024.
Arthur Vincent, né le 30 septembre 1999 à Montpellier (Hérault), est un joueur international français de rugby à XV qui joue au poste de centre au sein de l'effectif du Montpellier Hérault rugby.
Avec le Montpellier HR, il remporte le Challenge européen en 2021 et devient champion de France en 2022.

## Biographie

### Jeunesse et formation
Arthur Vincent est né le 30 septembre 1999 à Montpellier. Originaire de Mauguio, il découvre le rugby au sein du club local, le RC Mauguio-Carnon, puis il rejoint le Montpellier HR à l'âge de 13 ans, en U14. Dans le club montpelliérain, il fréquente les différentes catégories de jeunes.
Après avoir remporté le Tournoi des Six Nations des moins de 20 ans et la Coupe du monde des moins de 20 ans en 2018, il devient capitaine de l'équipe de France des moins de 20 ans en 2019 et mène l'équipe à un second titre mondial dans la Coupe du monde 2019.

### Carrière professionnelle
En octobre 2017, il participe à sa première rencontre de Top 14 en remplaçant Benjamin Fall en seconde mi-temps du match Stade français - MHR.
En 2020, il est appelé pour la première fois dans le groupe de l'équipe de France pour préparer le Tournoi des Six Nations à la suite de la prise de fonction du nouveau sélectionneur Fabien Galthié. Initialement pas retenu, il est ajouté sur le banc des remplaçants pour le premier match du Tournoi face à l'Angleterre au Stade de France après le forfait de Damian Penaud la veille du match. Il entre à quelques secondes de la fin de la rencontre à la place de Virimi Vakatawa, avant d'être titularisé pour la première fois le 9 février contre l'Italie puis le 22 février contre le Pays de Galles.
Durant la saison 2021-2022, son club termine à la deuxième place de la phase régulière et se qualifie donc pour les phases finales. Lors de la demi-finale, il est titulaire au poste d'ailier avec Vincent Rattez et bat l'Union Bordeaux Bègles, se qualifiant ainsi pour la finale. Le 24 juin 2022, il est de nouveau titulaire lors de la finale du Top 14 et affronte victorieusement le Castres olympique (victoire 29 à 10). Il marque le premier essai de la rencontre, donnant l'avantage aux siens dès la sixième minute de jeu. Il remporte ainsi son deuxième titre avec le club héraultais, après le Challenge européen l'an passé. Cette saison 2021-2022, il joue sept matchs de Top 14 et marque trois essais.
En début de saison 2022-2023, Arthur Vincent peut être titulaire au poste de centre, son poste de prédilection, ou même au poste d'ailier où il a impressionné en fin de saison dernière et permis à son club de soulever le premier Bouclier de Brennus de son histoire. Cependant, dès le mois de septembre 2022 et donc dès les premières journées de championnat, il est victime d'une rechute de sa rupture des ligaments croisés qui l'avait éloignée des terrains quasiment toute la saison dernière. Il est alors contraint de se faire opérer, le rendant indisponible pour de nombreux mois. Il ne rejoue plus de la saison.
En juin 2023, malgré une saison quasi blanche, il est appelé dans une liste de 23 joueurs pour participer à un stage avec les Bleus. Cette liste est marquée par l'absence des joueurs étant demi-finalistes du championnat. Quelques semaines plus tard, il est sélectionné dans une liste de 42 joueurs pour préparer la Coupe du monde 2023,. Il fait son retour sur le terrains le 5 août 2023, après onze mois d'absence, lors du premier match de préparation au mondial face à l'Écosse, lorsqu'il entre en jeu à la place d'Ethan Dumortier en seconde période. Les Bleus sont battus 25-21,. Le 21 août 2023, il est officiellement sélectionné parmi une liste de 33 joueurs, au poste de centre, pour participer à la Coupe du monde 2023.
Durant la saison 2023-2024, son club se maintient de justesse en remportant le barrage de justesse face au FC Grenoble, après une victoire 20 à 18 en toute fin de match,. Ensuite, au mois de juin 2024, il est retenu en équipe de France dans une liste de trente-deux joueurs pour préparer la tournée d'été en Argentine. Cette liste est marquée par l'absence des cadres habituels et la présence de nombreux joueurs sans sélections. Le 10 juillet 2024, il joue sous le maillot national face à l'Uruguay, dans une rencontre non capée disputée par l'équipe de France développement.

## Statistiques

### En club
| Saison    | Club           | Championnat | Championnat | Championnat | Compétitions de l'EPCR            | Compétitions de l'EPCR | Compétitions de l'EPCR |
| Saison    | Club           | Compétition | Matchs      | Essais      | Compétition                       | Matchs                 | Essais                 |
| --------- | -------------- | ----------- | ----------- | ----------- | --------------------------------- | ---------------------- | ---------------------- |
| 2017-2018 | Montpellier HR | Top 14      | 1           | -           | Coupe d'Europe                    | -                      | -                      |
| 2018-2019 | Montpellier HR | Top 14      | 15          | -           | Coupe d'Europe                    | 5                      | -                      |
| 2019-2020 | Montpellier HR | Top 14      | 13          | 1           | Coupe d'Europe                    | 4                      | -                      |
| 2020-2021 | Montpellier HR | Top 14      | 14          | 2           | Coupe d'Europe+Challenge européen | 2+3                    | -                      |
| 2021-2022 | Montpellier HR | Top 14      | 7           | 3           | Coupe d'Europe                    | -                      | -                      |
| 2022-2023 | Montpellier HR | Top 14      | 2           | -           | Champions Cup                     | -                      | -                      |
| Total     | Total          | Top 14      | 52          | 6           | Compétitions EPCR                 | 14                     | 0                      |

### Internationales

#### Équipe de France des moins de 20 ans
Arthur Vincent dispute 14 matchs avec l'équipe de France des moins de 20 ans en deux saisons, prenant part à deux éditions du tournoi des Six Nations en 2018 et 2019, et à deux éditions du championnat du monde junior en 2018 et 2019. Il inscrit un essai, soit 5 points.

#### XV de France
Au 10 septembre 2023, Arthur Vincent compte dix-sept sélections en équipe de France, dont onze en tant que titulaire, pour un essai marqué. Il connait sa première sélection avec l'équipe de France le 2 février 2020 à l'occasion d'un match contre l'Angleterre dans le cadre du tournoi des Six Nations 2020. Il inscrit son premier essais international face à l'Italie, au Stadio Olimpico, à Rome, lors du Tournoi des Six Nations 2021.
Il participe aux éditions 2020 et 2021 du Tournoi des Six Nations.
| Année | Compétition                 | Matchs | Points | Essais |
| ----- | --------------------------- | ------ | ------ | ------ |
| 2020  | Six Nations                 | 5      | 0      | 0      |
| 2020  | Test matchs                 | 1      | 0      | 0      |
| 2020  | Coupe d'automne des nations | 1      | 0      | 0      |
| 2021  | Six Nations                 | 4      | 5      | 1      |
| 2021  | Test matchs                 | 3      | 0      | 0      |
| 2023  | Test matchs                 | 2      | 0      | 0      |
| 2023  | Coupe du monde              | 2      | -      | -      |
| Total | Total                       | 18     | 5      | 1      |

| Numéro | Date           | Lieu                  | Adversaire | Compétition             | Résultat | Score |
| ------ | -------------- | --------------------- | ---------- | ----------------------- | -------- | ----- |
| 1      | 6 février 2021 | Stadio Olimpico, Rome | Italie     | Tournoi des Six Nations | Victoire | 10-50 |

## Palmarès

### En club
- Montpellier HR
  - Finaliste du Championnat de France en 2018
  - Vainqueur du Challenge européen en 2021
  - Vainqueur du Championnat de France en 2022

### En équipe nationale
- Vainqueur du Tournoi à 7 de Dubaï en 2016 avec l'équipe de France 7's des moins de 18 ans[26].
- Vainqueur du Tournoi des Six Nations des moins de 20 ans en 2018 avec l'équipe de France des moins de 20 ans.
- Vainqueur du Championnat du monde junior de rugby à XV en 2018 et 2019 avec l'équipe de France des moins de 20 ans.

#### Tournoi des Six Nations
| Édition          | Rang | Résultats France | Résultats Vincent | Matchs Vincent |
| ---------------- | ---- | ---------------- | ----------------- | -------------- |
| Six Nations 2020 | 2    | 4 v, 0 n, 1 d    | 4 v, 0 n, 1 d     | 5/5            |
| Six Nations 2021 | 2    | 3 v, 0 n, 2 d    | 3 v, 0 n, 1 d     | 4/5            |

#### Coupe du monde
| Édition     | Rang                | Résultats France | Résultats Vincent | Matchs Vincent |
| ----------- | ------------------- | ---------------- | ----------------- | -------------- |
| France 2023 | Quarts-de-finaliste | 4 v, 0 n, 1 d    | 2 v, 0 n, 0 d     | 2/5            |

### Distinctions personnelles
- Oscars du Midi olympique : Oscar meilleur espoir international français 2021[27].